# Joseph von Arneth
Joseph Calasanza von Arneth (født 12. august 1791 i Leopoldschlag, død 31. oktober 1863) var en østrigsk arkæolog og kunsthistoriker. Han var far til Alfred von Arneth.
Arneth blev 1811 tjenestemand og 1840 direktør vid mønt- og antikkabinettet i Wien samt indlagde sig udmærkede fortjenester ved ordnendet af dets samlinger. Han forfattede en række skrifter af arkæologiskt, numismatiskt, historiskt og kunsthistoriskt indhold.